# 도요타 아레나
도요타 아레나(영어: Toyota Arena)는 미국 캘리포니아주 온타리오에 위치한 실내 경기장이다. 과거 ECHL 온타리오 레인, NBA G 리그 아구아 칼리엔테 클리퍼스 오브 온타리오/온타리오 클리퍼스의 홈경기장으로, NBA D-리그 로스앤젤레스 디펜더스의 제2홈경기장으로, 현재 AHL 온타리오 레인의 홈경기장으로 사용되고 있다.

## NBA프리시즌 경기
| 날짜             | 팀1         | 스코어    | 팀2                   |
| ---------------- | ----------- | --------- | --------------------- |
| 2022년 10월 12일 | 덴버 너기츠 | 126 - 115 | 로스앤젤레스 클리퍼스 |